# Mick Jagger
Michael Philip „Mick“ Jagger (* 26. července 1943 Dartford, Anglie) je britský rockový hudebník, herec, skladatel, producent a businessman. Celosvětově se proslavil jako frontman a zpěvák kapely The Rolling Stones, kterou založil s Brianem Jonesem a Keithem Richardsem. Spolu s Richardsem je hlavním autorem písní kapely, během své více než čtyřicet let dlouhé spolupráce napsali takřka 400 písní. V roce 2003 byl britským následníkem trůnu princem Charlesem pasován na rytíře s právem užívat titul Sir.

## 1943–1961: mládí
Mick Jagger se narodil v Dartfordu v Kentu v Anglii do rodiny střední třídy. Jeho otec Basil Fanshawe („Joe“) Jagger (13. dubna 1913 – 11. listopadu 2006) a jeho dědeček David Ernest Jagger byli oba učitelé. Jeho matka Eva Ensley Mary (rozená Scutts; 6. dubna 1913 – 18. května 2000), která pocházela z Nového Jižního Walesu v Austrálii, byla kadeřnicí a aktivní členkou Konzervativní strany. Jagger byl starším ze dvou synů (jeho bratr Chris Jagger se narodil 19. prosince 1947) a byl vychováván, aby následoval kariéru svého otce.
V září 1950 se Jaggerovým spolužákem na Wentworth Primary School v Dartfordu stal Keith Richards. V roce 1954 Jagger odešel na Dartford Grammar School, kde je nyní jako součást školy Mick Jagger Centre. Poté, co odešli na různé školy, spolu Jagger s Richardsem ztratili kontakt. Znovu se spřátelili až v červenci 1960, když se náhodou potkali na nádraží v Dartfordu a zjistli, že mají oba rádi rhythm and blues.
Jagger ukončil školu v roce 1961. Získal sedm O-levelů a čtyři A-levely. Jagger a Richards se s kytaristou Brianem Jonesem nastěhovali do bytu na Edith Grove v Chelsea. Zatímco Richards a Jones plánovali založit vlastní rhythm and bluesovou kapelu, Jagger pokračoval ve studiu na London School of Economics a seriózně zvažoval, že se stane buď novinářem, nebo politikem. Jagger povolání politika přirovnal k popové hvězdě.

## 1962–současnost: The Rolling Stones

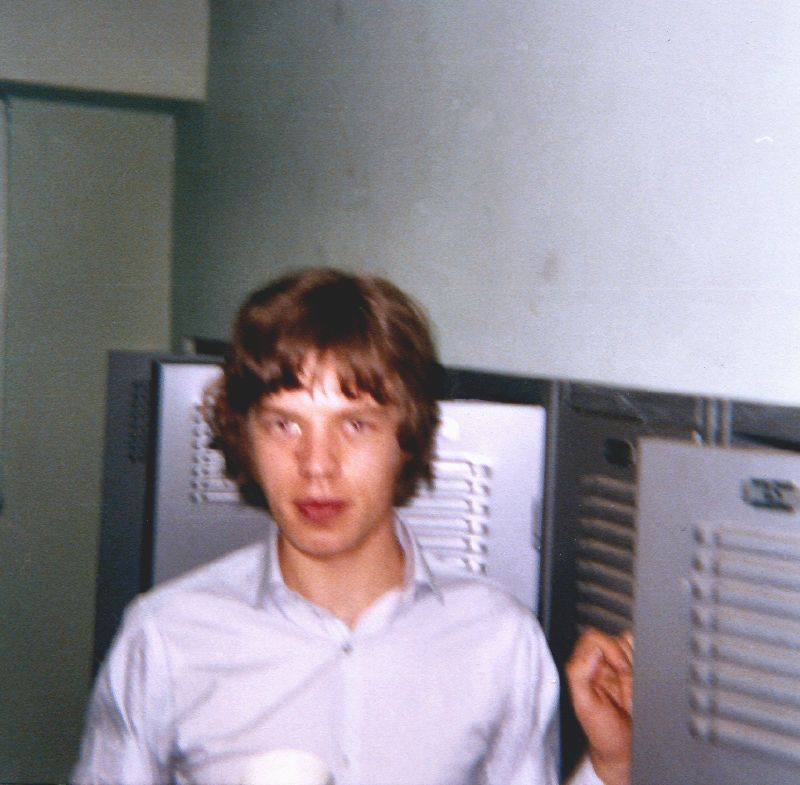
Jednadvacetiletý Mick Jagger před koncertem Rolling Stones v Georgia Southern College, 4. května 1965

### 1960–1969
Ze začátku hrála kapela zadarmo v přestávkách mezi vystoupeními Alexise Kornera v klubu naproti stanici metra Ealing Broadway. V té době měla kapela velice málo vybavení a půjčovala si je od Alexise. To bylo předtím, než se jejich manažerem stal Andrew Loog Oldham. Jejich první vystoupení pod názvem Rollin' Stones (podle jedné z jejich oblíbených skladeb od Muddyho Waterse) proběhlo 12. července v Marquee Clubu. Později si změnili název na „The Rolling Stones“, protože to vypadalo více formálně. Victor Bockris uvádí, že členy kapely byli Mick Jagger, Keith Richards, Brian Jones, Ian Stewart (klavír), Dick Taylor (baskytara) a Tony Chapman (bicí). Nicméně Richards ve svých memoárech Life uvádí, že toho večera byl bubeníkem Mick Avory, nikoliv Tony Chapman. Mick Avory ovšem mnohokrát kategoricky popřel, že by s Rolling Stones tu noc hrál. Ve skutečnosti s nimi hrál jen dvakrát v hospodě Bricklayers Arms, a to ještě předtím, než se stali známými jako Rollin' Stones. O nějaký čas později se kapela vydala na turné po Spojeném království, což byla pro všechny nová zkušenost. Bubeník Charlie Watts a baskytarista Bill Wyman se k nim přidali později. V roce 1964 je dva průzkumy veřejného mínění označily za nejpopulárnější britskou kapelu, přičemž předčili dokonce i The Beatles.
Na podzim 1963 Jagger opustil London School of Economics ve prospěch slibné hudební kariéry s The Rolling Stones. Kapela stále těžila z děl rhythmandbluesových umělců, například Chucka Berryho nebo Bo Diddleyho, ale s podporou Andrewa Loog Oldhama začali brzy Jagger s Richardsem psát vlastní skladby. Jedna z jejich prvních skladeb, „As Tears Go By“, byla napsána pro mladou zpěvačku Marianne Faithfull, kterou v té době Oldham podporoval. Pro Rolling Stones napsali Jagger s Richardsem „The Last Time“, inspirovanou „This May Be the Last Time“ od Staple Singers z roku 1955, a jejich první mezinárodní hit „(I Can't Get No) Satisfaction“. Díky tomu také Rolling Stones získali pověst vzdorovitých provokatérů v protikladu k roztomilým Beatles.
Kapela vydala několik úspěšných alb včetně December's Children (And Everybody's), Aftermath a Between the Buttons. V roce 1967 byli Jagger a Richards zatčeni kvůli drogám a byly jim uděleny tvrdé tresty: Jagger byl odsouzen ke třem měsícům vězení za držení čtyř léků s obsahem amfetaminu, které koupil v Itálii. Po odvolání byl Richardsův trest zrušen a Jaggerův trest byl změněn na podmíněný.

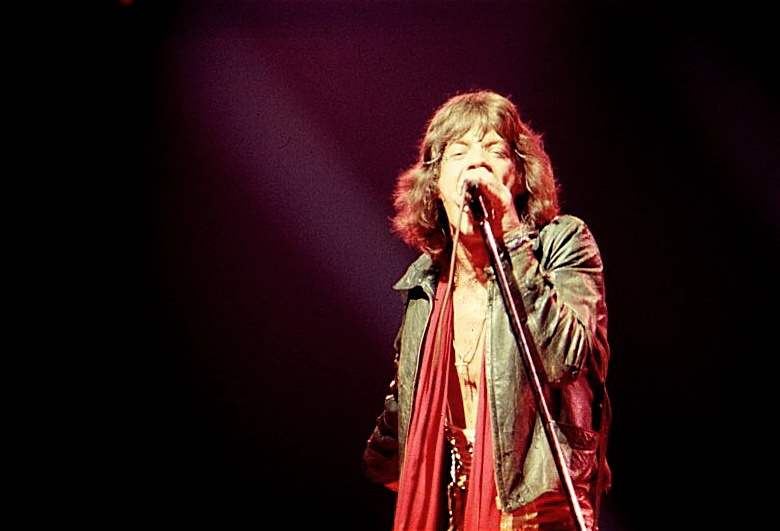
Mick Jagger na pódiu v New Yorku (1972)

### 1970–1979
Po Jonesově smrti v roce 1969 a oficiálnímu přesunu do jižní Francie kvůli daním začal Jagger a zbytek kapely s postupujícími sedmdesátými léty měnit svůj vzhled a styl. Jagger se také naučil hrát na kytaru a přispěl kytarovými party k několika skladbám ze Sticky Fingers (1971) a všech alb následujících (vyjma Dirty Work z roku 1986). Na americkém turné Rolling Stones v roce 1972 měl na pódiu glam rockové oblečení a třpytivý make-up. Jejich zájem o blues se nicméně projevil na albu Exile on Main St. (1972). Později se v sedmdesátých letech s albem Some Girls (1978) odvážili i na disco a punk. V prosinci 1974 opustil kapelu Mick Taylor, náhrada za Briana Jonese, a v roce 1975 byl nahrazen Ronniem Woodem, kytaristou Faces.

### 1980–1989
Zatímco Jagger pokračoval v koncertování a nahrávání alb s Rolling Stones, odstartoval svoji sólovou kariéru. V roce 1985 vydal své první sólové album She's the Boss, které produkovali Nile Rodgers a Bill Laswell a na kterém se hudebně podíleli i Herbie Hancock, Jeff Beck, Jan Hammer, Pete Townshend a Compass Point All Stars. Toto album se prodávalo velmi dobře. V této době pro Jacksons nazpíval s Michaelem Jacksonem skladbu „State of Shock“. V roce 1985 také vystoupil na Live Aid.
V roce 1987 vydal své druhé sólové album Primitive Cool. Ačkoliv nedosáhlo komerčního úspěchu prvního alba, kritika ho přijala velmi dobře.
V roce 1988 produkoval na albu Vivid od Living Colour skladby „Glamour Boys“ a „Which Way to America“. Od 15. do 28. března byl na sólovém turné v Japonsku (Tokio, Nagoja a Ósaka).

### 1990–1999
Poté, co Rolling Stones vydali úspěšné album Steel Wheels (1989), začal Jagger pracovat na svém dalším sólovém albu. Od ledna do září 1992 jej nahrával v Los Angeles. Na několika skladbách se podíleli i Lenny Kravitz a Flea.
Jeho třetí sólové album Wandering Spirit bylo vydáno v únoru 1993 a bylo komerčně úspěšné.

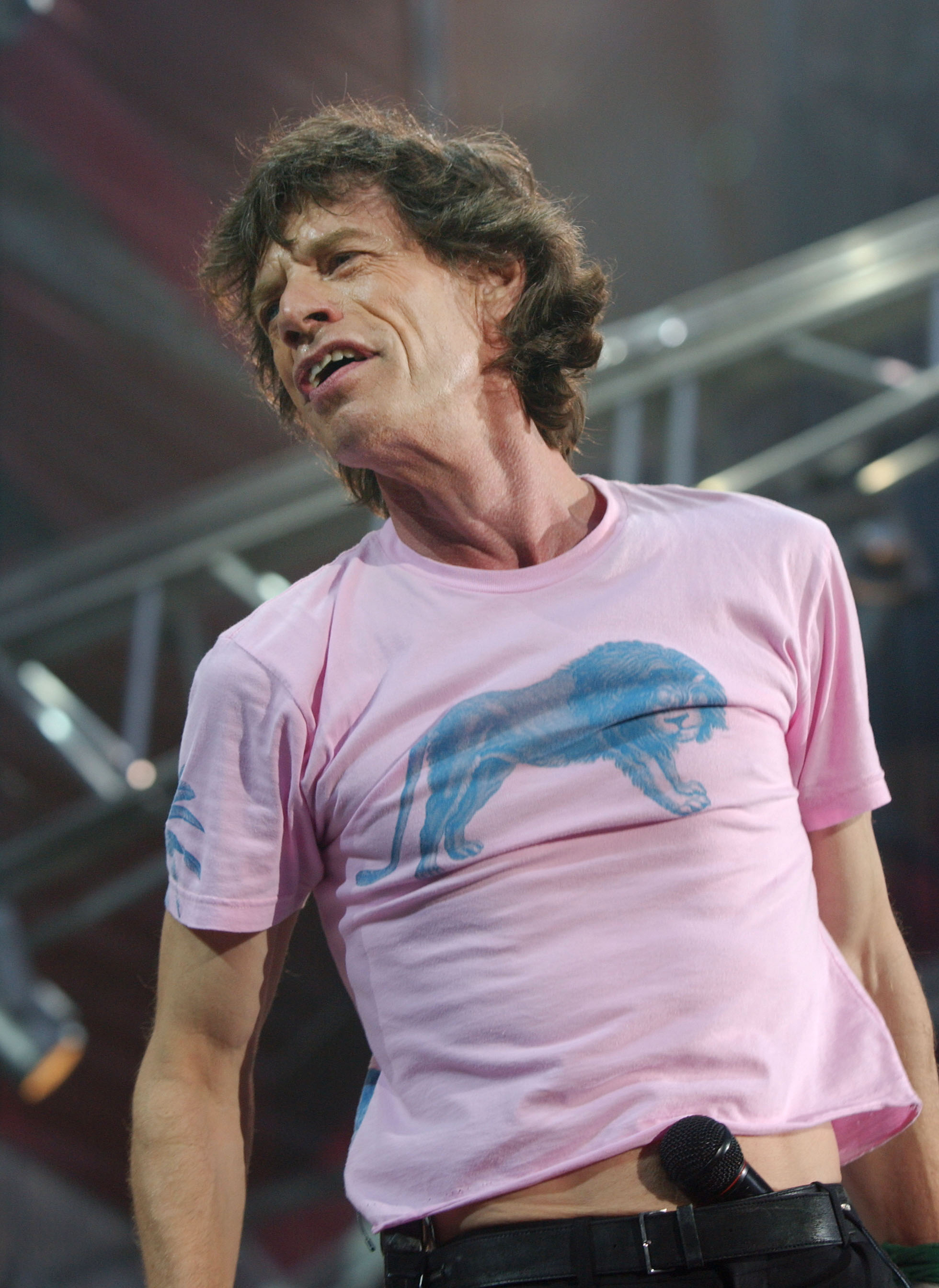
Mick Jagger v San Siro v Miláně v Itálii (2003)

### 2000–2010
V roce 2001 Jagger vydal Goddess in the Doorway, své čtvrté sólové album. Ten samý rok vystoupil s Richardsem na The Concert for New York City, charitativním koncertě po teroristických útocích 11. září, kde zahráli "Salt of the Earth" a "Miss You".
K příležitosti čtyřicátého výročí Rolling Stones s nimi Jagger vyjel na turné Licks Tour a kapela vydala retrospektivní dvojalbum Forty Licks.
V roce 2007 vydělali Rolling Stones na svém turné A Bigger Bang Tour 437 milionů USD a to jim vyneslo zápis do Guinnessovy knihy rekordů za nejziskovější hudební turné.
V říjnu 2009 vystoupil Jagger spolu s U2 na koncertě k 25. výročí Rock and Roll Hall of Fame.

### 2010–současnost
20. května 2011 Jagger oznámil vznik nové superskupiny, SuperHeavy, jejímiž členy jsou Dave Stewart, Joss Stone, Damian Marley a A. R. Rahman.
V roce 2011 se podílel na singlu will.i.ama „T.H.E. (The Hardest Ever)“. Oficiálně bylo vydáno na iTunes 4. února 2012.
12. února 2012 zahráli Mick Jagger, B.B. King, Buddy Guy a Jeff Beck spolu s bluesovým souborem v Bílém domě pro prezidenta Baracka Obamu. Když mu Jagger podal mikrofon, Obama dvakrát zazpíval verš „Come on, baby don't you want to go“ skladby „Sweet Home Chicago“, bluesové hymny Obamova rodného města.
12. prosince 2012 vystoupil Jagger na benefičním koncertě 12-12-12: The Concert for Sandy Relief.
V sobotu 29. června 2013 zahráli Rolling Stones na festivalu Glastonbury.

## Vztahy
Mickův první milenecký vztah byl se známou anglickou modelkou a herečkou Chrissie Shrimptonovou. Po rozchodu s ní chodil od roku 1966 se zpěvačkou Marianne Faitfullovou, prvního dítěte (dcery Karis) se dočkal v roce 1970 avšak už s novou láskou, opět zpěvačkou Marshou Huntovou. Z prvního manželství s modelkou Biancou (původem z Nikarugai) má dceru Jade. Bianca Jaggerová po osmi letech manželství požádala o rozvod, do rozvodových listů napsala, že Mick prováděl cizoložství. Poté chodil s americkou modelkou a herečkou Jerry Hallovou, s níž podváděl Biancu. S Jerry má dvě dcery (Georgii May, Elizabeth) a dva syny (Jamese Leroye, Gabriela Lukea). Po jejich rozchodu (rozvodu) jí Jagger nechtěl vyplatit, protože označil jejich hinduistický obřad za neplatný, ale později se dohodli a udržovali k sobě přátelský vztah. Jagger rozhodl o rozchodu kvůli dalšímu vztahu s brazilskou modelkou Lucianou Gimenez Moradovou, se kterou má syna Lucase Maurice. Po ukončení vztahu chodil od roku 2001 s módní návrhářkou L'Wren Scottovou, která se však v roce 2014 rozhodla ukončit život oběšením, prý kvůli šestimilionovým dluhům, a dokonce odmítla finanční pomoc od Micka. The Rolling Stones kvůli této tragické události zrušili koncert v australském Perthu. V současnosti žije s baletkou Melanií Hamrickovou, se kterou má syna Deverauxe, Jagger se tak stal osminásobným otcem.
Partnerky
- Chrissie Shrimptonová (vztah od roku 1963–1966)
- Marianne Faitfull (vztah od roku 1966–1970)
- Jerry Hall (vztah od roku 1977–1999)
- Luciana Gimenez Morad (vztah od roku 1999–2000)
- L'Wren Scott (vztah od roku 2001–2014)
- Melanie Hamrick (vztah od roku 2014–současnost)

## Diskografie
- She's the Boss (1985)
- Primitive Cool (1987)
- Wandering Spirit (1993)
- Goddess in the Doorway (2001)

## Filmografie
Mick Jagger hrál v těchto filmech:
| Rok  | Název                                    |
| ---- | ---------------------------------------- |
| 1966 | Charlie Is My Darling                    |
| 1968 | Sympathy for the Devil                   |
| 1968 | Představení                              |
| 1969 | Vzývání mého bratra démona               |
| 1970 | Gimme Shelter                            |
| 1970 | Ned Kelly                                |
| 1972 | Umano non-umano                          |
| 1978 | Wings of Ash (o životě Antonina Artauda) |
| 1978 | The Rutles: All You Need Is Cash         |
| 1981 | Fitzcarraldo                             |
| 1982 | Burden of Dreams                         |
| 1982 | Let's Spend the Night Together           |
| 1987 | Running Out of Luck                      |
| 1991 | At the Max                               |
| 1992 | Freejack                                 |
| 1997 | Bent                                     |
| 1999 | My Best Fiend                            |
| 2001 | Enigma                                   |
| 2001 | Muž z Elysejských polí                   |
| 2001 | Being Mick                               |
| 2003 | Mayor of the Sunset Strip                |
| 2008 | Shine a Light                            |
| 2010 | Stones in Exile                          |
| 2010 | Ladies and Gentlemen: The Rolling Stones |
| 2011 | Some Girls: Live in Texas '78            |

Jako producent:
- Get on Up (2014)